# Seč, Kočevje
Seč je razloženo naselje v občini Kočevje. Nahaja se ob cesti Žvirče - Polom v južnem delu Suhe krajine na severnem delu zakraselega Polomskega podolja.
Nastala je s krčenjem gozda v 16. stoletju. Leta 1941 so se Kočevarji izselili in danes so pašniki v lasti Kmetijskega gospodarstva Kočevje.
V naselju je cerkev sv. Neže.